# BCV Volley Cup 1996
La BCV Volley Cup di pallavolo femminile 1996 si è svolto dall'11 al 16 giugno 1996 a Montreux, in Svizzera. Al torneo hanno partecipato 8 squadre nazionali e la vittoria finale è andata per la quinta volta a Cuba.

## Squadre partecipanti
- Brasile
- Cina
- Corea del Sud
- Cuba
- Giappone
- Russia
- Stati Uniti
- Svizzera

## Gironi
| Girone A                         | Girone B                            |
| -------------------------------- | ----------------------------------- |
| Cuba Giappone Russia Stati Uniti | Brasile Cina Corea del Sud Svizzera |

## Fase finale

### Finali 1º e 3º posto
|  | Semifinali  | Semifinali  | Semifinali |         |      | Finale 1º/2º posto | Finale 1º/2º posto | Finale 1º/2º posto |  |
|  |             |             |            |         |      |                    |                    |                    |  |
|  | Brasile     | Brasile     | 3          |         |      |                    |                    |                    |  |
|  | Brasile     | Brasile     | 3          |         |      |                    |                    |                    |  |
|  | Stati Uniti | Stati Uniti | 0          |         |      |                    |                    |                    |  |
|  | Stati Uniti | Stati Uniti | 0          |         | Cuba | Cuba               | 3                  |                    |  |
|  |             |             |            |         | Cuba | Cuba               | 3                  |                    |  |
|  |             |             | Brasile    | Brasile | 2    |                    |                    |                    |  |
|  | Cuba        | Cuba        | Brasile    | Brasile | 2    | 3                  |                    |                    |  |
|  | Cuba        | Cuba        |            |         |      | 3                  |                    |                    |  |
|  | Cina        | Cina        | 2          |         |      | Finale 3º/4º posto | Finale 3º/4º posto | Finale 3º/4º posto |  |
|  | Cina        | Cina        | 2          |         |      |                    |                    |                    |  |
|  |             |             |            |         |      |                    |                    |                    |  |
|  |             |             |            |         |      | Stati Uniti        | Stati Uniti        | 3                  |  |
|  |             |             |            |         |      | Stati Uniti        | Stati Uniti        | 3                  |  |
|  |             |             |            |         |      | Cina               | Cina               | 1                  |  |

### Finale 5º posto
|  | Semifinali    | Semifinali    | Semifinali    |               |        | Finale | Finale | Finale |  |
|  |               |               |               |               |        |        |        |        |  |
|  | Corea del Sud | Corea del Sud | 3             |               |        |        |        |        |  |
|  | Corea del Sud | Corea del Sud | 3             |               |        |        |        |        |  |
|  | Giappone      | Giappone      | 0             |               |        |        |        |        |  |
|  | Giappone      | Giappone      | 0             |               | Russia | Russia | 3      |        |  |
|  |               |               |               |               | Russia | Russia | 3      |        |  |
|  |               |               | Corea del Sud | Corea del Sud | 0      |        |        |        |  |
|  | Russia        | Russia        | Corea del Sud | Corea del Sud | 0      | 3      |        |        |  |
|  | Russia        | Russia        |               |               |        |        |        |        |  |
|  | Svizzera      | Svizzera      | ?             |               |        |        |        |        |  |

## Classifica finale
| Classifica | Squadre       |
| ---------- | ------------- |
|            | Cuba          |
|            | Brasile       |
|            | Stati Uniti   |
| 4          | Cina          |
| 5          | Russia        |
| 6          | Corea del Sud |
| 7          | Giappone      |
| 7          | Svizzera      |